# Markus Wulftange
Markus Wulftange (* 11. Februar 1967 in Osnabrück) ist ein ehemaliger deutscher Fußballspieler.

## Karriere
Wulftange begann seine Karriere beim Osnabrücker Stadtteilklub TuS Haste 01. Über die Vereine Blau-Weiß Hollage und SpVg Frechen 20 kam er 1992 zum SC Brück. Zusammen mit seinem Trainer beim SCB, Tony Woodcock, ging er 1994 zum VfB Leipzig und damit in den Profifußball. Nach vier Jahren in der 2. Bundesliga mit Leipzig kehrte er 1998 wieder in seine Heimat zurück und unterschrieb einen Vertrag beim VfL Osnabrück (Regionalliga Nord). Nach 20 Einsätzen verließ er im Herbst 1999 den VfL und spielte später beim Bornaer SV – und damit wieder in der Nähe von Leipzig. Zu dieser Zeit schloss er auch ein Zweitstudium in Leipzig ab. Ab 2001 betätigte er sich als Hobbyfußballer (SV Tresenwald und SSV Stötteritz).
Heute ist er Sporttherapeut in einer Kinderklinik und veranstaltet seit einigen Jahren ein jährliches Benefiz-Turnier zu Gunsten krebskranker Kinder.

### Statistik
| Liga          | Spiele (Tore) |
| ------------- | ------------- |
| 2. Bundesliga | 103 (0)       |
| Regionalliga  | 020 (0)       |
| Wettbewerb    |               |
| DFB-Pokal     | 006 (0)       |